# 언더 (프로게이머)
언더(본명: 박성찬, 1998년 2월 14일 ~ )는 대한민국의 배틀그라운드 프로게이머이다. 아이디는 Under이며, 현재 DWG KIA 소속이다.

## 소속팀
| # | 팀명            | 소속 기간               | 소속 리그 | 비고 |
| - | --------------- | ----------------------- | --------- | ---- |
| 1 | 팀 콰드로       | 2018.04.02 ~ 2018.08.14 | PKL       |      |
| 2 | DPG 다나와      | 2018.08.14 ~ 2019.11.15 | PKL       |      |
| 3 | OGN 엔투스 포스 | 2019.12.03 ~ 2020.11.30 | PKL       |      |
| 4 | DWG KIA         | 2020.11.30 ~            | PWS       |      |

## 수상 내역
- MET 아시아 시리즈: 펍지 클래식 준우승
- 펍지 콘티넨탈 시리즈 3 아시아 준우승
- 2020 인천 e스포츠 챌린지 배틀그라운드 우승
- 2020 인천 e스포츠 챌린지 배틀그라운드 최우수 선수(MVP)
- 아시아 퍼시픽 프레데터 리그 2020-21 아시아 우승
- 배틀그라운드 스매쉬컵 시즌 5 준우승
- 엠페러 펭귄 챔피언 시즌 4 우승